# Páez (Apure)
Páez é um município da Venezuela localizado no estado de Apure.
A capital do município é a cidade de Guasdualito.